# 小松裕 (政治家)
小松 裕（こまつ ゆたか、1961年12月3日 - ）は、日本の政治家、医師。自由民主党所属の元衆議院議員（3期）。日本アンチドーピング機構評議員。
長野県卓球連盟会長、信州ブレイブウォリアーズ顧問、日本オリンピック委員会(JOC)アンチドーピング委員会委員、自民党厚生労働部会長代理、衆議院科学技術・イノベーション推進特別委員会委員、衆議院厚生労働委員会理事などを歴任した。

## 来歴
昭和36年長野県松本市生まれ（現在は長野市上松に在住）。伊那小学校、高島小学校、諏訪中学校、長野県諏訪清陵高等学校、信州大学医学部医学科卒業。医学博士。日本赤十字社医療センター、東京大学医学部附属病院、国立スポーツ科学センターなどで消化器内科医、スポーツドクターを務めた。
1996年のアトランタオリンピックからシドニー、アテネ、北京、2012年のロンドンオリンピックまでの、5回のオリンピックをはじめ、野球、ソフトボール、体操、レスリング、などの世界大会に全日本チームの医師として多数参加。また日本代表が連覇した第1回・第2回ワールドベースボールクラシック(WBC)においてもチームドクターを務める。その他体操、レスリングなどの世界大会にも数多く帯同する。
2012年に公募により自民党長野県第一選挙区支部長に選任され、同年12月の衆議院総選挙に長野1区から立候補し、民主党公認の篠原孝に選挙区で敗れたが比例北陸信越ブロックで初当選。
2014年の第47回衆議院議員総選挙においても民主党公認の篠原に敗れたが比例復活で再選。
2017年10月の第48回衆議院議員総選挙では無所属で立候補した篠原に敗れ比例復活もならず落選した。
2018年10月、長野県参議院選挙区第四支部長に就任、
2019年の第25回参議院議員通常選挙に長野県選挙区から立候補するも、現職で国民民主党公認の羽田雄一郎に敗れ落選した。
2021年1月、羽田の死去に伴い同年4月に行われる長野県選挙区の補欠選挙に、自由民主党長野県連が小松を擁立する方向で調整に入ったことが報じられた。同月27日党本部により正式決定。4月25日の投開票の結果、羽田雄一郎の弟で立憲民主党公認で野党統一候補の羽田次郎に敗れ落選した。
同年9月28日に比例北陸信越ブロックで当選した石崎徹が議員辞職したことに伴い、次点で繰上当選対象であった金子恵美が当選辞退の意向を示したことで、自民党が金子を繰上当選対象から除外したため、次々点である小松が繰上当選対象となった。同年10月4日、選挙会が行われ小松の当選が決定（告示は同月5日付）、翌5日には小松が約4年ぶりに国会に登院。平成研究会への復帰も発表された。衆議院議員の任期満了が同月21日に控えており、なおかつ岸田文雄首相が同月14日に衆議院解散を行ったため、3期目の在職日数は10日間だった。
同月31日執行の第49回衆議院議員総選挙において、比例東京ブロックから単独25位で出馬し、落選した。

## 長野県での主な役職
- 長野県卓球連盟会長[1]
- 信州ブレイブウォリアーズ顧問[1]
- 長野県ゲートボール連盟理事[1]

## 国会議員としての主な役職歴
- 衆議院 厚生労働委員会 理事[1]
- 衆議院 厚生労働委員会 委員[1]
- 衆議院 政治倫理の確立及び公職選挙法の改正に関する特別委員会 委員[1]
- 衆議院 科学技術・イノベーション推進特別委員会 委員[1]
- 衆議院 東日本大震災復興特別委員会 委員[1]
- 自民党 国会対策副委員長[1]
- 自民党　総務会 総務[1]
- 自民党　厚生労働部会長代理[1]
- 自民党女性局長代理[1]
- 自民党　2020年オリンピック・パラリンピック東京大会実施本部 事務局次長[1]

## 医師としての主な役職歴
- 日本プロ野球機構(NPB)医事委員[1]
- 日本野球連盟医科学委員[1]
- 日本高等学校野球連盟医科学委員[1]
- 全日本アマチュア野球連盟医科学委員[1]
- アジアオリンピック評議会(OCA)医事委員会委員[1]
- 日本オリンピック委員会(JOC)アンチドーピング委員会委員[1]
- 日本体操協会医科学・アンチドーピング委員会副委員長[1]
- 日本テニス協会アンチ・ドーピング委員[1]
- 日本オリンピック委員会(JOC)情報・医・科学専門部会医学サポート部門員[1]
- 日本レスリング協会医科学委員[1]
- 日本バスケットボール協会医科学委員[1]

## 政策

### 憲法・法律
- 2012年12月の段階では憲法改正に賛成としているが[16]、2014年12月の段階では憲法9条の改正については反対としている[17]。
- 特定秘密保護法を必要としている[17]。ヘイトスピーチを法律で規制することに賛成[17]。
- 集団的自衛権の行使に賛成[16][17]。

### 経済政策
- 消費税増税について、2014年4月に予定されていた消費税率8%への引き上げ、及び2015年10月に予定されていた消費税率10%への引き上げについて、「法律通りに引き上げるべき」としている[16]。
- 安倍晋三が消費税率10%への引き上げを2017年4月に先送りした判断については評価している[17]。
- 2019年10月に予定されている消費税の10%への引き上げについて「法律に従い、引き上げるべきだ」と回答している[18]。
- 子育て支援に力を入れるべきだとしている[19]。医療と教育の充実を図るべきだとしている[19]。「道徳」を小中学校の授業で教える事に賛成[17]。雇用機会の創出を図るべきだとしている[19]。

### 医療関係
- 健康長寿なのに医療費が安い「信州モデル」の国策化を提唱している[19]。医師不足や地域偏在の解消を訴えている[19]。長野県への薬学部誘致を目指している[19]。

### 地方創生
- アウトドアスポーツや地域プロスポーツ振興によるまちづくりを推進したいとしている[19]。

### インフラ関係
- リニア開業に向けて広く信州をつなぐ交通網の整備を行いたいとしている[19]。松本空港活用の充実化を図りたいとしている[19]。自然災害に強い信州の実現を図りたいとしている[19]。

### 社会構造
- 女性の活躍を支える仕組みの充実を行うべきだとしている[19]。

### その他
- 原発は日本に必要としており[17]、原子力規制委員会の新基準を満たした原発は再開すべきとしている[16]。
- 「村山談話」及び「河野談話」を見直すべきでないとしている[17]。
- 日本の核武装について検討すべきでないとしている[16]。
- 女性宮家の創設に反対[16]。
- 選択的夫婦別姓制度導入に2014年にはどちらかといえば反対[20] としていたが、2019年には「どちらとも言えない」としている[21]。
- 日本のTPP参加に反対[16]。

## 人物
- 小学校の頃の好きな科目は体育だった。中学ではバスケットボール部、高校ではサッカー部と演劇部、大学では医学部バスケットボール部で活動し、キャプテンも務めていた。大学時代はバックパッカーとしてタイ、ビルマ、ネパール、中国とアジア各国をガイドブックも持たずに毎年貧乏旅行を経験。言葉は通じなくても想いは通じることを学んだ[1]。
- 東大病院では当時誰もやっていなかった膵臓や胆管、胆のうなど、いわゆる「胆膵」という特殊な分野の専門家として、一からチームを立ち上げ、約１０年かけて、世界的なチームに育て上げた[1]。
- 政治家にとって最も大事なことは「誠実さ」だと考えており、信念を持ちながら多様な意見に耳を傾け、長野と日本と世界のために、これからも誠実に政治を行っていきたいとしている[1]。
- 2016年時点では喫煙者であり、超党派の愛煙家国会議員からなる議員連盟「もくもく会」に所属していたが[22]、2019年の参院選出馬の際には公式ホームページにおいて「今は禁煙しており無関係である」とアピールしていた（現在は削除）[23]。

## 所属団体・議員連盟
- 神道政治連盟国会議員懇談会[24]
- みんなで靖国神社に参拝する国会議員の会[24]

## 支援団体
- 全国たばこ販売政治連盟（組織推薦候補者）[25]
- 県農政同友会（組織推薦候補者）[26]

## 選挙歴
| 当落 | 選挙                     | 執行日         | 年齢 | 選挙区           | 政党       | 得票数     | 得票率 | 定数 | 得票順位 /候補者数 | 政党内比例順位 /政党当選者数 |
| ---- | ------------------------ | -------------- | ---- | ---------------- | ---------- | ---------- | ------ | ---- | ------------------ | ---------------------------- |
| 比当 | 第46回衆議院議員総選挙   | 2012年12月16日 | 51   | 長野県第1区      | 自由民主党 | 7万9860票  | 32.70% | 1    | 2/4                | 2/4                          |
| 比当 | 第47回衆議院議員総選挙   | 2014年12月14日 | 53   | 長野県第1区      | 自由民主党 | 7万4137票  | 35.26% | 1    | 2/4                | 3/5                          |
| 繰当 | 第48回衆議院議員総選挙   | 2017年10月22日 | 53   | 長野県第1区      | 自由民主党 | 8万5460票  | 35.03% | 1    | 2/4                | 7/5                          |
| 落   | 第25回参議院議員通常選挙 | 2019年07月21日 | 57   | 長野県選挙区     | 自由民主党 | 36万6810票 | 39.46% | 1    | 2/4                | /                            |
| 落   | 第25回参議院議員補欠選挙 | 2021年4月25日  | 59   | 長野県選挙区     | 自由民主党 | 32万5826票 | 42.92% | 1    | 2/3                | /                            |
| 落   | 第49回衆議院議員総選挙   | 2021年10月31日 | 59   | 比例東京ブロック | 自由民主党 | ーー票     | ーー   | 19   | /                  | 12/6                         |